# Héctor Barberá

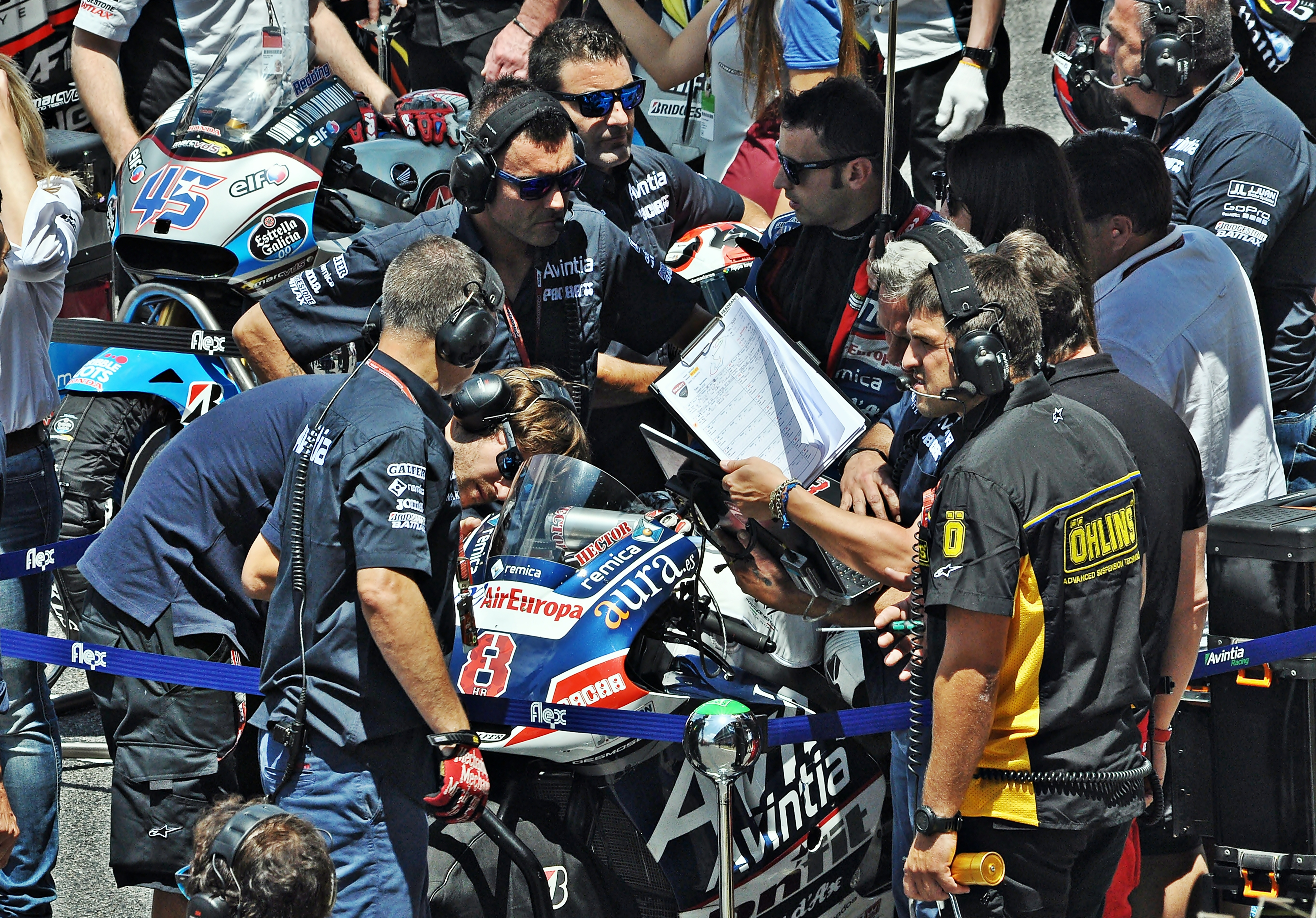
Barberá omgiven av sina mekaniker på startgridden inför Kataloniens GP 2015.

Hector Barberá, född 2 november 1986 i Dos Aguas, är en spansk roadracingförare som sedan 2018 kör världsmästerskapen i Supersport. Från 2002 till 2018 tävlade han i världsmästerskapen i Grand Prix Roadracing. Mellan 2002 och 2004 i 125GP. Från 2005 till 2009 i 250GP. Från 2010 till 2017 körde han i MotoGP-klassen och början av 2018 i Moto2-klassen.
Barberás främsta meriter är andraplatsen i 125GP-VM 2004 och andraplatsen i 250GP-VM 2010. Han har vunnit 10 Grand Prix-segrar.

## Roadracingkarriär
Barberá debuterade i Roadracing-VM 2002 i 125GP-klassen där han körde en Aprilia för Aspar Team. Han kom på 14.e plats i VM debutåret. 2003 tog Barberá sin första GP-seger när han 23 juli vann Storbritanniens Grand prix på Donington Park. Han vann också Pacific GP och slutade på tredje plats i VM. Barberá tog silver i 125GP 2004 bakom Andrea Dovizioso efter fyra Grand Prix-segrar.
Barberá flyttade 2005 upp till 250GP-VM och Fortuna Honda-teamet. Från 2007 för Team Toth Aprilia. Säsongen 2009 blev han tvåa i 250GP och flyttade sedan upp till MotoGP där han körde Ducati för Aspar Racing 2010-2011 och för Pramac Racing 2012. Från 2013 tävlade Barberá för Avintia Racing; första året på en FTR, 2014 på en Avintia (med Kawasakimotor) som mot slutet av säsongen byttes mot en Ducati. På den fortsatte Barberá 2015 och vann den öppna kategorin i MotoGP genom att komma på 15:e plats i VM. Han fortsatte i samma team 2016 på den två år gamla motorcykeln Ducati Desmosedici Gp 14.2. Det blev Barberás dittills bästa säsong i MotoGP. Han kom på tionde plats i VM och tog en fjärdeplats i Malaysias GP samt två femteplatser. Barberá fick också hoppa in och köra två race i Ducatis fabriksstall istället för den skadade Andrea Iannone. Han fortsatte hos Avintia 2017, men fick tillgång till den modernare motorcykeln Ducati Desmosedici GP 16. Barberá och GP16 kom dock inte bra överens och han slutade på 22:a plats.
Till 2018 fick inte Barberá fortsatt förtroende i MotoGP utan gick ned till Moto2-klassen där han körde en Kalex för Pons Racing. Efter sex deltävlingar hade Barberá en elfteplats som bästa resultat. Då han sedan kört bil berusad i Valencia och förlorat körkortet fick Barberá lämna Pons Racing. Mot slutet av säsongen fick Barberá en styrning för Kawasaki Pucetti Racing i Supersport-VM 2018. Han fortsatte i Supersport-VM 2019 men på en Yamaha för Team Toth. Samma team som Barberá tävlat för i 259-klassen tio år tidigare.

### VM-säsonger
| Säsong | Klass      | VM- plac. | Poäng | 1/2/3- plactser | Starter | Motorcykel                      | Team                     | Startnr |
| ------ | ---------- | --------- | ----- | --------------- | ------- | ------------------------------- | ------------------------ | ------- |
| 2002   | 125GP      | 14        | 50    | - / - / -       | 15      | Aprilia                         | Master Aspar Team        | 80      |
| 2003   | 125GP      | 3         | 164   | 2 / 1 / 2       | 16      | Aprilia                         | Master Aspar Team        | 80      |
| 2004   | 125GP      | 2         | 202   | 4 / 1 / 2       | 16      | Aprilia                         | Seedorf Racing           | 3       |
| 2005   | 250GP      | 9         | 120   | - / - / -       | 16      | Honda                           | Fortuna Honda            | 80      |
| 2006   | 250GP      | 7         | 152   | 1 / 1 / 1       | 14      | Aprilia                         | Fortuna Aprilia          | 80      |
| 2007   | 250GP      | 5         | 177   | - / 1 / 4       | 17      | Aprilia                         | Team Toth Aprilia        | 80      |
| 2008   | 250GP      | 6         | 142   | - / 2 / 2       | 12      | Aprilia                         | Team Toth Aprilia        | 21      |
| 2009   | 250GP      | 2         | 239   | 3 / 3 / 2       | 16      | Aprilia                         | Pepe World Team          | 40      |
| 2010   | MotoGP     | 12        | 90    | - / - / -       | 18      | Ducati                          | Paginas Amarillas Aspar  | 40      |
| 2011   | MotoGP     | 11        | 82    | - / - / -       | 16      | Ducati                          | Mapfre Aspar Team MotoGP | 8       |
| 2012   | MotoGP     | 11        | 83    | - / - / -       | 15      | Ducati                          | Pramac Racing            | 8       |
| 2013   | MotoGP     | 16        | 35    | - / - / -       | 18      | FTR                             | Avintia Blusens          | 8       |
| 2014   | MotoGP     | 18        | 26    | - / - / -       | 18      | Avintia (GP1-13) Ducati (GP14-) | Avintia Racing           | 8       |
| 2015   | MotoGP     | 15        | 33    | - / - / -       | 18      | Ducati                          | Avintia Racing           | 8       |
| 2016   | MotoGP     | 10        | 102   | - / - / -       | 18      | Ducati                          | Avintia Racing           | 8       |
| 2017   | MotoGP     | 22        | 28    | - / - / -       | 18      | Ducati                          | Avintia Racing           | 8       |
| 2018   | Moto2      | 23        | 10    | - / - / -       | 6       | Kalex                           | Pons HP40                | 40      |
| 2018   | Supersport | 17        | 27    | - / - / -       | 4       | Kawasaki                        | Kawasaki Pucetti Racing  | 98      |
| 2019   | Supersport |           |       |                 |         | Yamaha                          | Team Toth by Willirace   | 80      |

## Pallplatser

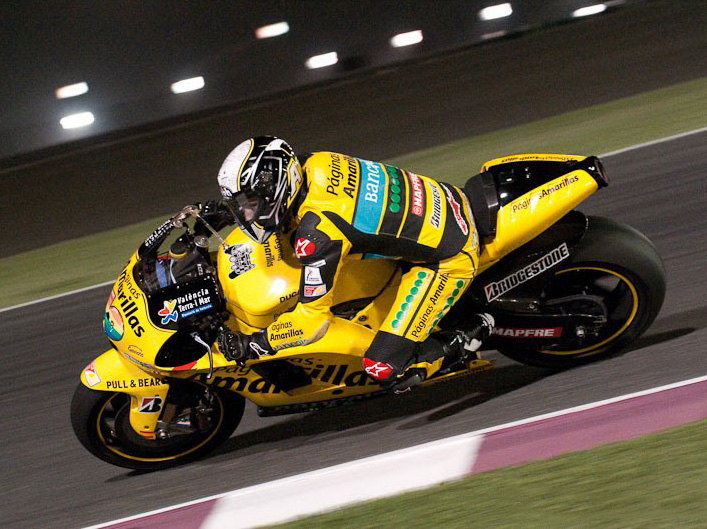
Barberá i Qatar 2010.

| Nr | Grand Prix | År   |
| -- | ---------- | ---- |
| 1  | Kina       | 2006 |
| 2  | Qatar      | 2009 |
| 3  | San Marino | 2009 |
| 4  | Valencia   | 2009 |

| Nr | Grand Prix | År   |
| -- | ---------- | ---- |
| 1  | Turkiet    | 2006 |
| 2  | Malaysia   | 2007 |
| 3  | Qatar      | 2008 |
| 4  | Tyskland   | 2008 |
| 5  | TT Assen   | 2009 |
| 6  | Australien | 2009 |
| 7  | Malaysia   | 2009 |

| Nr | Grand Prix | År   |
| -- | ---------- | ---- |
| 1  | Valencia   | 2006 |
| 2  | Qatar      | 2007 |
| 3  | Italien    | 2007 |
| 4  | San Marino | 2007 |
| 5  | Japan      | 2007 |
| 6  | Katalonien | 2008 |
| 7  | San Marino | 2008 |
| 8  | Katalonien | 2009 |
| 9  | Portugal   | 2009 |

| Nr | Grand Prix     | År   |
| -- | -------------- | ---- |
| 1  | Storbritannien | 2003 |
| 2  | Pacific        | 2003 |
| 3  | Katalonien     | 2004 |
| 4  | Brasilien      | 2004 |
| 5  | Portugal       | 2004 |
| 6  | Valencia       | 2004 |

| Nr | Grand Prix | År   |
| -- | ---------- | ---- |
| 1  | Portugal   | 2003 |
| 2  | Tyskland   | 2004 |

| Nr | Grand Prix  | År   |
| -- | ----------- | ---- |
| 1  | Hollands TT | 2003 |
| 2  | Valencia    | 2003 |
| 3  | Spanien     | 2004 |
| 4  | Italien     | 2004 |